# 기 사부아
기 사부아(프랑스어: Guy Savoy, 1953년 7월 24일~)는 프랑스인 셰프이다. 파리 6구, 케드콩티 11번지의 레스토랑 기 사부아(Restaurant Guy Savoy)는 2002년에 미슐랭 가이드 3스타를 받은 후 지금껏 유지하고 있다.

## 개인 이력
기 사부아의 부모는 1955년에 프랑스 남동부 이제르주 부르고앙잘리외 시에 정착했고 부친은 정원사, 모친은 작은 바를 운영했으며 이 바는 나중에 식당으로 바뀌었다. 기 사부아는 프레르 트루아그로(Frères Troisgros) 레스토랑에서 3년 동안 수습생으로 일한 뒤 여러 권위 있는 레스토랑에서 다양한 경험을 쌓았으며 1980년에 파리 뒤레가(rue Duret)에 본인의 레스토랑을 오픈해 1985년에 미슐랭 2스타를 받았다.
세 번째 미슐랭 스타는 2002년에 획득했다. 케드콩티 11번지에 있는 그의 레스토랑은 글로벌 랭킹 <라 리스트(La Liste)>로부터 2017년, 2018년, 2019년, 2020년에 “세계 최고의 레스토랑”으로 선정되었다.
그는 다니엘 사부아(Danielle Savoy)와 결혼해 슬하에 두 자녀, 카롤린(1978년 1월 21일생)과 프랑크(1979년 6월 4일생)를 두고 있다. 
기 사부아에게 사사한 고든 램지는 그를 요리 멘토로 생각하고 있다.
2007년에 기 사부아는 픽사 스튜디오의 애니메이션 영화 <라따뚜이> 프랑스어 더빙판에 호스트 역으로 목소리 출연하기도 했다.
그는 프랑스 미식을 유네스코 무형문화유산 후보로 추천해 공식 등재를 끌어낸 프랑스 음식 유산 및 식문화 사절단(Mission Française du Patrimoine & des Cultures Alimentaires)의 이사회 일원이다.
2017년과 2018년에는 베르사유상의 심사위원을 맡기도 했다.

## 레스토랑
주요 레스토랑
- 레스토랑 기 사부아(Restaurant Guy Savoy) – 파리 6구, 케드콩티 11번지 (프랑스)
- 레스토랑 기 사부아(Restaurant Guy Savoy) – 라스베이거스 - 시저스 팰리스 (미국)

기타
- 레스토랑 로티세리 아틀리에 메트르 알베르(Atelier Maître Albert) – 파리 5구 (프랑스)
- 레스토랑 수프 라멘(Supu Ramen) – 파리 6구 (프랑스)
- 레스토랑 르 시베르타(Le Chiberta) – 파리 8구 (프랑스)

## 수상 경력
기 사부아는 2008년에 레지옹도뇌르 훈장을 받았다.
2018년에는 프리 뒤 레욘느망 가스트로노믹 프랑세(Prix du Rayonnement gastronomique français)를 수상했다.
E파리에 있는 레스토랑 기 사부아는 2002년에 미슐랭 가이드 3스타를 받았다.
이 레스토랑은 <라 리스트(La Liste)>로부터 2020년까지 4년 연속 "세계 최고의 레스토랑"으로 선정되었다. 그 밖에도 레스토랑 가이드북 <고에미요 (Gault & Millau)>에서 토크(셰프모자) 5개를, <퓌들로우스키 가이드(Guide Pudlowski)>에서 접시 세 개를 받았으며 파리의 비스트로 가이드북 <기드 르베(Guide Lebey)>에는 "파리 최고의 식당"으로 분류되어 있다.
라스베이거스에 있는 레스토랑 기 사부아는 미슐랭 2스타와 AAA 파이브 다이아몬드 어워드(AAA Five Diamond Award), 포브스 파이브 스타 어워드(Forbes Five Star Award), 와인 와인 스펙테이터 그랜드 어워드(Wine Spectator Grand Award)를 수상했다.